# Pelistega indica
Pelistega indica es una bacteria gramnegativa del género Pelistega. Fue descrita en el año 2014. Su etimología hace referencia a la India. Es aerobia y móvil. Forma colonias de color cremoso en agar TSA tras 72 horas de incubación. Temperatura de crecimiento entre 20-40 °C, óptima de 30-35 °C. Catalasa negativa y oxidasa positiva. Tiene un contenido de G+C de 42%. Se ha aislado de heces humanas en la India. 